# Marlo Hoogstraten
Marlo Hoogstraten (pronunciación en neerlandés: /ˈmɑrloː ˈɦoːxstraːtə(n)/), también conocido bajo su nombre artístico MaRLo, es un DJ y productor discográfico de Países Bajos  y músico de trance de Ámsterdam nacionalizado australiano.
Actualmente reside en Australia. En 2010 fue elegido como el número 2 de Australia en Trance DJ y el número 11 en la encuesta de los 50 mejores Inthemix. Comenzó su carrera utilizando sintetizadores de hardware (Roland JP-8000, Nord Lead, Korg Wavestation, Novation Supernova) y en la actualidad produce casi exclusivamente en su computadora.

## Biografía
Hoogstraten es conocido como MaRLo en la industria de la música (con el uso de mayúsculas en el medio nombre debido a su repetida introducción como 'Mario' por los DJ de radio). Nacido en los Países Bajos, actualmente reside en Australia. El sonido MaRLo es una mezcla exclusiva de manos en el aire con ritmos infundidos por la tecnología, que abarcan influencias de Trance, Techno, Tech-House y una mezcla de varios otros sonidos. MaRLo no es alguien a quien se debe encasillar, y sus sets de DJ solo pueden describirse como el "sonido MaRLo". Los trucos en el estudio de MaRLo lo han visto firmar producciones para súper-marcas de trance como Armada Music, Spinnin' Records, Blackhole recordings, Flashover y otros. Está casado con Jano, una cantante de trance que a colaborado con muchos artistas como Armin van Buuren y Andrew Rayel.
La música mezclada y remezclada por MaRLo depende en gran medida de los sonidos electrónicos. Las influencias principales de su música incluyen el trance, el techno y la música house. MaRLo ha firmado producciones para una serie de súper-sellos de trance y house como Spinnin' Records, Armada, Black Hole Recordings y Flashover Recordings.

## Discografía
2020
1. Will Sparks x MaRLo - Feel It (Rave Culture)

2019
1. MaRLo and Matrick - Blast Off (Reaching Altitude, Armada Music)[3]
2. MaRLo and Feenixpawl - Lighter Than Air (Armind)[4]
3. MaRLo and Haliene - Whisper (Reaching Altitude, Armada Music)[5]

2018
1. MaRLo featuring Emma Chatt - Here We Are (Armind)
2. MaRLo with Avao - We Are The Future (Reaching Altitude, Armada Music)
3. Sunset Bros X Mark McCabe - I'm Feeling It (In The Air) (MaRLo Remix) (Universal Music Operations)
4. MaRLo with Roxanne Emery - A Thousand Seas (Reaching Altitude, Armada Music)
5. Jean Clemence - Roots (MaRLo Edit) (Reaching Altitude, Armada Music)
6. MaRLo - Enough Echo (Reaching Altitude, Armada Music)

2017
1. MaRLo - The Launch (Reaching Altitude, Armada Music)
2. MaRLo - Onaj (A State of Trance, Armada Music)
3. Bobby Neon and Nick Arbor featuring Lokka Vox - What You Said (MaRLo Remix) (Genesis Recordings)
4. MaRLo with First State - Falling Down (Armind, Armada Music)\
5. Armin van Buuren - I Live For That Energy (MaRLo Remix) (Armada Music)

2016
1. MaRLo featuring Emma Chatt – Leave My Hand (Armind, Armada Music)
2. MaRLo – Join Us Now (Who's Afraid of 138?!, Armada Music)
3. MaRLo and Chloe – You And Me (Armind, Armada Music)
4. Orjan Nilsen – Between The Rays (MaRLo Remix)
5. Ferry Corsten – Beautiful (MaRLo Remix)
6. MaRLo – Titans (A State Of Trance, Armada Music)
7. MaRLo – Darkside

2015
1. MaRLo featuring Jano – The Dreamers (A State of Trance, Armada Music)
2. MaRLo – Atlantis (A State of Trance,  Armada Music)
3. MaRLo – Ignite (A State of Trance, Armada Music)
4. Marcel Woods – Advanced (MaRLo Remix) [High Contrast Recordings]
5. MaRLo featuring Christina Novelli – Hold It Together (Armind, Armada Music)
6. MaRLo – Strength (Armind, Armada Music)

2014
1. MaRLo vs Fisherman & Hawkins – Forces (A State of Trance, Armada Music)
2. MaRLo featuring Jano – Haunted (A State of Trance, Armada Music)
3. MaRLo – Barracuda (A State of Trance, Armada Music)
4. MaRLo – Poseidon (A State of Trance, Armada Music)

2013
1. MaRLo – The Future (Armada Captivating, Armada Music)
2. MaRLo – Visions (A State of Trance, Armada Music)
3. MaRLo – Boom (A State of Trance, Armada Music)

2012
1. Rex Mundi – Opera of Northern Ocean (MaRLo Remix) [Armada Music]
2. Paul Webster featuring Angelic Amanda – Time (MaRLo Remix, Armada Music]
3. Solarstone – Pure (MaRLo Remix) [Black Hole Recordings]
4. MaRLo – Showgrounds (A State of Trance, Armada Music)
5. MaRLo – Silverback (A State of Trance, Armada Music)
6. MaRLo – Underneath (A State of Trance, Armada Music)
7. MaRLo – Megalodon (A State of Trance, Armada Music)
8. MaRLo – Evolution (A State of Trance, Armada Music)
9. MaRLo – Freedive (A State of Trance, Armada Music)
10. Angger Dimas and Polina – Release Me (MaRLo Remix) [Vicious]

2011
1. Gaia – Stellar (MaRLo Remix) [Armind (Armada)]
2. MaRLo featuring Jano – Just Breathe [Spinnin Records]
3. MaRLo featuring Jano – The Island [Spinnin Records]
4. MaRLo – Forward Thinking/Semtex [RESET/Spinnin Records]
5. Ferry Corsten – Punk (MaRLo Remix) [FLASHOVER]
6. Sied van Riel – MME (MaRLo Remix) [Spinnin Records]
7. W&W – Impact (MaRLo Remix) [Armada Music]

2010
1. MaRLo – Magnetic [Spinnin Records]
2. MaRLo – Superlift [Spinnin Records]
3. MaRLo – Not Alone [Spinnin Records]
4. MaRLo – Capture [NOYS Music]
5. Alex Kunnari and Heikki L – Brand New Day (MaRLo Remix) [Black Hole Recordings]
6. Rory Gallagher – Dark Side of the Sun (MaRLo Remix) [Armada Music]
7. Jude Eliott – Twilight (MaRLo Remix) [Central Station Records]

2009
1. MaRLo – Ula [Armada]
2. MaRLo featuring Kristen Marlo – Is It Real [NOYS Music]
3. MaRLo – Alpha [Pangea]
4. Ohmna featuring Nurlaila – Key of Life (MaRLo Remix) [Armada Music]
5. Ferry Corsten – Brainbox (MaRLo Remix) [Flashover Recordings]
6. Rozza – Ones We Love (MaRLo remix) [Neuroscience]
7. Arcane Science featuring Rhys Oris – Should Have Told Me (MaRLo Remix) [NOYS Music]